# Lønstrup
Lønstrup is een plaats in de Deense regio Noord-Jutland, gemeente Hjørring. De plaats telt 573 inwoners (2008). 

## Kerken

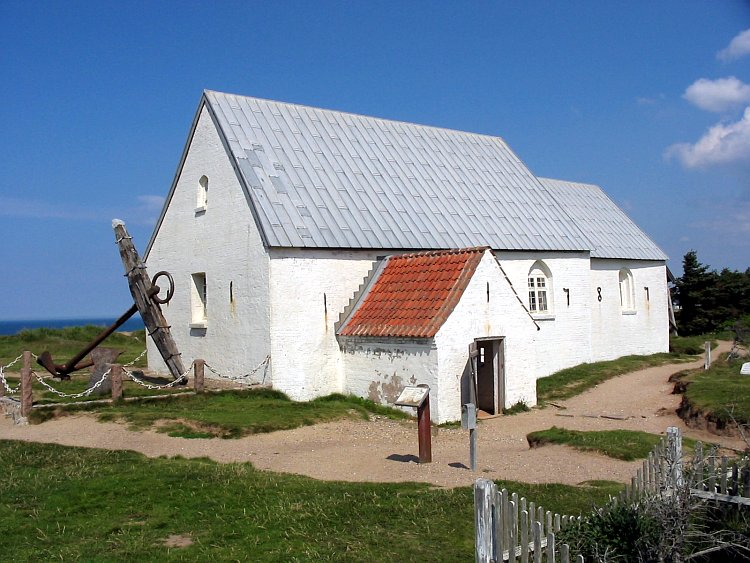

Lønstrup ligt in de historische parochie Mårup. De parochiekerk, de kerk van Mårup, stond even buiten het dorp op een duin direct aan zee. Uit vrees dat de kerk op een kwade dag in zee zou storten werd in de jaren 20 van de 20e eeuw in het dorp een nieuwe kerk gebouwd. De oude kerk is in 2008 voor het laatst gebruikt en daarna afgebroken.
- Library of Congress Control Number: n82021969
- Nationale Bibliotheek van Israël: 987007557581105171
- Virtual International Authority File: 145433875